# Dragóner Filip
Dragóner Filip (Budapest, 1998. március 12. –) magyar labdarúgó csatár, a Soroksár játékosa. Az édesapja a Ferencváros egykori játékosa, a 28-szoros válogatott Dragóner Attila.

## Pályafutása

### Klubcsapatokban
A Ferencváros saját nevelésű játékosa. 2015-ben kapta első profi szerződését. A zöld-fehérek felnőtt csapatában már korábban, egy 2014-es Ligakupa-mérkőzésen mutatkozott be a Paksi FC ellen.
2016 nyarától kölcsönben szerepel a Nyíregyháza Spartacus-nál, ahol a  71-es számú mezt kapta. 25 bajnokin öt gólt szerzett a másodosztályban, a nyírségi klub pedig az idény végén kétéves szerződést kötött Dragónerrel, akit végleg megszereztek a Ferencvárostól.
2019 januárjában az élvonalbeli Mezőkövesd szerződtette. 2019 nyarán a másodosztályú Szeged-Csanád Grosics Akadémia vette kölcsön 2020 január végéig. 2020 júliusától a Zalaegerszeg játékosa lett. Minössze fél évet töltött a zalai csapatban, ezt követően pedig a Szombathelyi Haladás játékosa lett.

## Sikerei, díjai

### Klubcsapattal
Mezőkövesd
- Magyar Kupa ezüstérmes: 2020

## Statisztika

### Klubcsapatokban
2018. május 20-án frissítve
| Klub                               | Szezon           | Liga            | Liga  | Kupa            | Kupa  | Ligakupa        | Ligakupa | Európa          | Európa | Összesen        | Összesen |
| Klub                               | Szezon           | Pályára lépések | Gólok | Pályára lépések | Gólok | Pályára lépések | Gólok    | Pályára lépések | Gólok  | Pályára lépések | Gólok    |
| ---------------------------------- | ---------------- | --------------- | ----- | --------------- | ----- | --------------- | -------- | --------------- | ------ | --------------- | -------- |
| Ferencváros                        | 2014–2015        | 0               | 0     | 0               | 0     | 1               | 0        | 0               | 0      | 1               | 0        |
| Ferencváros II (Kölcsönben)        | 2015–2016        | 8               | 1     | 0               | 0     | 0               | 0        | 0               | 0      | 8               | 1        |
| Nyíregyháza Spartacus (Kölcsönben) | 2016–2017        | 25              | 5     | 1               | 0     | 0               | 0        | 0               | 0      | 26              | 5        |
| Nyíregyháza Spartacus              | 2017–2018        | 23              | 8     | 0               | 0     | 0               | 0        | 0               | 0      | 23              | 8        |
| Karrier összesen                   | Karrier összesen | 56              | 8     | 1               | 0     | 0               | 0        | 0               | 0      | 57              | 14       |